# Викорст, Николай Осипович
Николай Осипович (Иосифович) Викорст (1814—1864) — офицер Российского императорского флота, участник Крымской войны, обороны Севастополя. Капитан 2 ранга, награждён за 18 морских кампаний орденом Святого Георгия 4 степени.

## Биография
Викорст Николай Осипович происходил из дворян Лифляндской губернии. Родился в 1814 году в семье капитана 1-го ранга Осипа (Иосифа) Иванович Викорста (1773—1835) и его жены Марии Николаевне Балданевой — дочери коллежского асессора. В семье было 11 детей: пять дочерей и шесть сыновей. Пять сыновей стали военными моряками: Эммануил — контр-адмиралом, Дмитрий и Иван — капитанами 1 ранга, Николай — капитаном 2 ранга, Егор — лейтенантом, погиб при защите Севастополя в 1855 году.
Николай получил домашнее воспитание. 4 апреля 1829 года произведён в гардемарины Черноморского флота. На линейном корабле «Император Франц» крейсировал у Босфора, затем на фрегате «Спешный» плавал у румелийских берегов. В 1830 году служил на линейном корабле «Норд-Адлер», на котором участвовал в перевозке десантных войск из Румелии в черноморские порты. В 1831 году на фрегате «Эриван» плавал по черноморским портам, в следующем году на бригантине «Елизавета» ходил между Севастополем и Сухумом.
4 января 1833 года произведён в мичманы. В кампанию 1833 года на корабле «Чесма» в составе эскадры под общим командованием контр-адмирала М. П. Лазарева принимал участие в экспедиции Черноморского флота на Босфор, 2 февраля покинул Севастополь и 8 февраля прибыл в Буюк-дере, откуда на фрегате «Тенедос» с десантными войсками прибыл в Феодосию. Пожалован турецкою золотой медалью. В 1833—1834 годах на бриге «Улисс» перешёл из Севастополя в Константинополь, откуда плавал в Архипелаг и обратно. В 1834—1838 годах служил на кораблях «Анапа», «Императрица Екатерина II» и шхуне «Гонец», крейсировал у абхазских берегов.
26 марта 1839 года произведён в лейтенанты. На линейном корабле «Варшава» плавал с десантными войсками между Севастополем и Одессой, потом на шхуне «Гонец» крейсировал у абхазских берегов. В 1840—1841 годах на кораблях «Императрица Мария» и «Иоанн Златоуст» крейсировал в Чёрном море. В 1842—1848 годах командовал транспортной шхуной «Кинбурн», плавал по черноморским портам. В 1849—1853 годах командуя пароходами «Грозный» и «Дунай» и транспортом «Гагры», плавал по тем же портам. 6 декабря 1851 года произведён в капитан-лейтенанты. В 1854 году на фрегате «Месемврия» находился на севастопольском рейде, затем командовал линейным кораблём «Гавриил».
Принимал участие в Крымской войне и обороне Севастополя. С 13 сентября 1854 по 28 августа 1855 года состоял в гарнизоне Севастополя. 5 ноября 1854 года согласно секретного предписания командующего эскадрою судов Черноморского флота вице-адмирала П. С. Нахимова за № 10118 произвёл затопление своего разрушенного штормом 84-пушечного корабля «Гавриил» у входа на Севастопольский рейд на месте затопления корабля «Силистрия». В дальнейшем находился на бастионах Севастополя. Награждён орденом Святого Владимира 4 степени с мечами и орденом Святой Анны 3 степени с мечами. 7 апреля 1856 года за 18 морских кампаний награждён орденом Святого Георгия 4 степени (№ 9915).
В 1857 году был уволен для службы на коммерческих судах. 1 января 1862 года произведён в капитаны 2 ранга.
Викорст Николай Осипович 10 августа 1864 года был исключён из списков Морского ведомства умершим.

## Семья
Викорст Николай Осипович был женат на дочери участника Отечественной войны 1812 года прапорщика 5-го Егерского полка Густава Павловича Дебрюка (1792-?), который 24 августа 1812 года был ранен в сражении при Бородино. Имел дочерей: Марию (рожд. 16 июня 1849) и Елену рожд. 17 мая 1856).